# ويل إستس
ويل إستس (بالإنجليزية: Will Estes)‏ هو ممثل أمريكي، ولد في 21 أكتوبر 1978 في لوس أنجلوس في الولايات المتحدة.

## أعمال

### أفلام
- (2000) يو - 571[6]

### مسلسلات
- لاسي الجديدة

## وصلات خارجية
- الموقع الرسمي
- ويل إستس على موقع IMDb (الإنجليزية)
- ويل إستس على موقع إن إن دي بي (الإنجليزية)
- ويل إستس على موقع قاعدة بيانات الفيلم (الإنجليزية)